# Тридесет и осми пехотен полк
Тридесет и осми пехотен полк е български пехотен полк, формиран през 1912 година и взел участие в Балканската (1912 – 1913), Междусъюзническата (1913) и Първата световна война (1915 – 1918).

## Формиране
Тридесет и осми пехотен полк е формиран на 17 септември 1912, като щабът на полка и 1-ва и 2-ра дружини са формирани в Орхание от състава на 16-и пехотен ловчански полк, а 3-та и 4-та в Цариброд от състава на 25-и пехотен драгомански полк. Десет дни по-късно полкът е групиран в София и заминава на фронта. 

## Балкански войни (1912 – 1913)
Полкът взема участие в Балканска война (1912 – 1913) в състава на 2-ра бригада от 1-ва пехотна софийска дивизия.
| дружини | официери | чиновници | подофицери и редници | яздитни коне | впрегатни коне | товарни коне |
| ------- | -------- | --------- | -------------------- | ------------ | -------------- | ------------ |
| 4       | 57       | 3         | 4669                 | 47           | 142            | 181          |

Не взема участие в Междусъюзническата война (1913), а като след края на война на 3 август е демобилизиран и разформирован в Цариброд. Действащите чинове се завръщат отново в 16-и пехотен ловчански и 25-и пехотен драгомански полкове. Седмица по-късно, съгласно заповед №2 отново е формиран, но този път от състава на 56-и и 62-ри пехотни полкове. В края на 1913 и началото на следващата година полкът е разположен в Кърджали.

## Първа световна война (1915 – 1918)
Участва и в Първата световна война (1915 – 1918), в състава на 1-ва бригада от 10-а пехотна беломорска дивизия.
При намесата на България във войната полкът разполага със следния числен състав, добитък, обоз и въоръжение:
| Числен състав                                                | Добитък   | Обоз | Въоръжение                           |
| ------------------------------------------------------------ | --------- | ---- | ------------------------------------ |
| Офицери и лекари: 55 Чиновници: 3 Подофицери и войници: 4719 | Коне: 569 | –    | Пушки и карабини: 4194 Картечници: 4 |

На 19 април 1917 от четвъртите дружини на 22–ри, 37–и и 38–и пехотен полк се формира 86-и пехотен полк.

## Между двете световни войни
През ноември 1920 година в изпълнение на клаузите на Ньойския мирен договор полкът е реорганизиран в 38-а пехотна одринска дружина, която от 1928 година става 2-ра дружина от 23-ти пехотен шипченски полк и се установява на гарнизон в Търново Сеймен.

## Наименования
През годините полкът носи различни имена според претърпените реорганизации:
- Тридесет и осми пехотен полк (17 септември 1912 – ноември 1920)
- Тридесет и осма пехотна одринска дружина (ноември 1920 – 1928)

## Командири
Званията са към датата на заемане на длъжността.
| №  | звание       | име              | дати                 |
| -- | ------------ | ---------------- | -------------------- |
| 1. | Подполковник | Дионисий Писинов | Балканска война      |
|    | Капитан      | Петър Коняров    | Балканска война      |
|    | Полковник    | Иван Луков       | от 9 март 1914       |
|    | Подполковник | Димитър Василев  | Първа световна война |
|    | Полковник    | Димитър Комсиев  | Първа световна война |